# Malwida von Meysenbug
Malwida von Meysenbug (Kassel, 28 ottobre 1816 – Roma, 23 aprile 1903) è stata una scrittrice tedesca, nota per essere stata, nel 1901, la prima donna candidata al premio Nobel per la letteratura.

## Biografia
Suo padre, Carl Rivalier, discendeva da una famiglia di ugonotti e ricevette il titolo di Barone von Meysenbug da Guglielmo I d'Assia; era la nona di dieci figli. Ruppe ogni rapporto con la sua famiglia a causa delle proprie idee politiche, mentre due dei suoi fratelli fecero invece brillanti carriere come ministri, uno a Vienna e l'altro a Karlsruhe. Nel 1852 emigrò in Inghilterra dove visse insegnando e traducendo e dove incontrò Louis Blanc, Giuseppe Mazzini, Alexandre Ledru-Rollin e Gottfried Kinkel, tutti rifugiati politici; il giovane Carl Schurz divenne anch'egli suo conoscente.
Nel 1862 la von Meysenbug andò a risiedere in Italia con Olga Herzen (di cui fu insegnante), figlia di Alexander Herzen. Successivamente Olga Herzen sposò Gabriel Monod nel 1873 e si stabilì in Francia, dove Malwida non poté raggiungerla a causa dei propri problemi di salute.
Nel 1869 pubblicò anonimamente il primo volume delle sue Memorie di un'idealista.
Divenne amica di Nietzsche, al quale presentò alcuni dei propri amici, fra cui Helene von Druskowitz. Nell'autunno 1876 invitò Paul Rée e Nietzsche a Sorrento, dove trascorse l'inverno 1876-77 con loro e con altri amici. In quella città Rée scrisse il suo libro sulla Origine dei sentimenti morali, e Nietzsche iniziò a scrivere Umano, troppo umano.
Nel 1890 conobbe a Roma Romain Rolland, di cui divenne amica.
Morì nel 1903 a Roma, dove è sepolta nel Cimitero degli inglesi.

### Opere

#### In tedesco
- Gesammelte Werke, a cura di B. Schleicher, 5 volumi, Stoccarda 1922
- Der Lebensabend einer Idealistin: Nachtrag zu den Memoiren einer Idealistin, Berlino, Hofenberg, 2015, ISBN 978-3-8430-4709-8.

#### Traduzioni in italiano
- Monika Baar (a cura di), Il mio Quarantotto. Emancipazione della donna e libero pensiero dalle "Memorie di una idealista", traduzione di C. De Bastiani, Santa Maria Capua Vetere, Spartaco, 2006, ISBN 978-88-87583-62-5.

### Biografia e critica
- Mazzino Montinari, Su Nietzsche, Roma, Editori Riuniti, 1981.